# Gus Lesnevich
Gus Lesnevich (* 22. Februar 1915 in Cliffside Park, New Jersey USA; † 28. Februar 1964) war ein US-amerikanischer Boxer und sowohl Weltmeister des ehemaligen Verbandes NYSAC, aus dem später der WBC-Verband hervorging, als auch der NBA, die sich 1962 in WBA umnannte. Zudem wurde er im Jahre 1947 sowohl von der US-amerikanischen Boxzeitschrift The Ring als auch von der BWAA zum Boxer des Jahres gekürt.